# Cantonul Vallauris-Antibes-Ouest
Cantonul Vallauris-Antibes-Ouest este un canton din arondismentul Grasse, departamentul Alpes-Maritimes, regiunea Provence-Alpes-Côte d'Azur, Franța.

## Comune
- Antibes (parțial)
- Vallauris (reședință)